# Doppio Quasar
Il Doppio Quasar (conosciuto anche come Twin Quasar, Double Quasar o QSO 0957+561 A/B) è stato scoperto nel 1979 ed è stato il primo oggetto con lente gravitazionale ad essere stato osservato. Il Quasar è visibile in due immagini distinte, A e B, a causa dell'effetto lente gravitazionale prodotto dalla galassia YGKOW G1, posizionata tra la Terra e il quasar.

## Quasar e galassia lente
QSO 0957+561 A e QSO 0957+561 B sono le due immagini visibili del Doppio Quasar: la massa della galassia YGKOW G1 produce una distorsione dello spazio-tempo tale da curvare la luce proveniente dal quasar e produrre due immagini distinte nel cielo. Questo effetto è conosciuto come lente gravitazionale ed è una delle conseguenze osservabili della curvatura dello spazio-tempo predetta dalle equazioni di Einstein.
Il Doppio Quasar si trova nella costellazione dell'Orsa Maggiore, 10 arcominuti a Nord della galassia NGC 3079. Il quasar ha un redshift z = 1,41 (che corrisponde ad una distanza di 8,7 miliardi di anni luce), mentre la galassia lente si trova a redshift z = 0,355 (3,7 miliardi di anni luce). Le due immagini del Doppio Quasar sono separate da circa 6 arcosecondi, entrambe hanno una magnitudine apparente di circa 17: l'immagine A ha magnitudine apparente 16.7 mentre l'immagine B 16.5.
La luce delle due immagini percorre un percorso differente, per questo motivo la luce dell'immagine A giunge a Terra circa 417 ± 3 giorni in anticipo rispetto alla luce dell'immagine B, che percorre all'incirca 1,1 anno luce in più.
La galassia lente, YGKOW G1 (chiamata anche G1 o Q0957+561 G1), è una Galassia ellittica che giace in un cluster di galassie, il quale contribuisce a sua volta all'effetto lente gravitazionale. La galassia lente (dimensione apparente di 0.42×0.22 arcominuti) si trova quasi esattamente in linea con l'immagine B, ad 1 arcosecondo di distanza.

## Storia
Il quasar QSO 0957+561A/B è stato scoperto all'inizio del 1979 dal gruppo di ricercatori diretto da Dennis Walsh, Robert Carswell e Ray Weyman, grazie al telescopio da 2,1 m situato al Kitt Peak National Observatory in Arizona, negli Stati Uniti. Il team ha notato che i due quasar erano stranamente vicini e che il loro redshift e il loro spettro visibile erano sorprendentemente simili. Hanno quindi ipotizzato che si trattasse di "due immagini dello stesso oggetto formate da una lente gravitazionale".
Il Doppio Quasar è il primo oggetto osservato tramite lente gravitazionale. L'effetto era stato previsto da Albert Einstein nel 1936 come conseguenza della sua Teoria della Relatività Generale. Nello stesso articolo, Einstein affermava che "ovviamente, non c'è speranza di osservare questo effetto direttamente".
Nei mesi successivi, il team condotto da David Roberts, grazie ai dati raccolti dai radiotelescopi del Very Large Array, situato a Socorro, Nuovo Messico, USA, scoprì un getto relativistico che emergeva dal quasar A, mentre nessun segnale corrispondente era visibile nel quasar B. Inoltre, la distanza tra i due oggetti, 6 arcosecondi, era ritenuta troppo grande per essere prodotta dall'effetto lente gravitazionale dovuto alla galassia G1, visibile vicino al quasar B.
Successivamente, Young e altri scienziati scoprirono che la galassia G1 era parte di un cluster di galassie: la massa del cluster di galassie contribuiva alla curvatura dello spazio-tempo permettendo di spiegare la considerevole distanza tra le due immagini. Infine, il gruppo condotto da Marc V. Gorenstein osservò due identici getti relativistici visibili in entrambe le immagini A e B nel 1983 usando la Very-long-baseline interferometry.
Dopo anni di osservazioni, è stato confermato che la luce dell'immagine A del quasar raggiunge la Terra circa 14 mesi prima della luce proveniente dall'immagine B, a causa di una differenza di percorso di circa 1,1 anni luce.